# Hobeck
Hobeck este o comună din landul Saxonia-Anhalt, Germania.